# Гаврилин, Игорь Александрович
Игорь Александрович Гаврилин (10 ноября 1972 года, Жуковский, Московская область, СССР) — советский и российский футболист, нападающий, полузащитник, футбольный тренер.

## Клубная карьера
Воспитанник клуба «Метеор» Жуковский. С 1990 по 1991 год играл за клубы «Знамя Труда» и «Московский» (совхоз Московский). В 1992 году перешёл в московское «Динамо». 12 апреля 1992 года дебютировал в высшей лиге, в матче против камышинского «Текстильщика» выйдя в конце матча. 21 июля 1993 года забил первый гол в высшей лиге — за три минуты до конца матча против «КАМАЗа». После ухода из «Динамо» играл за «Техинвест-М», израильский клуб «Хапоэль» из города Бат-Ям, «Строитель» (Куровское), «Метеор-Люберцы», «Титан» из Реутова. С 1997 по 2000 год играл за раменский «Сатурн», за который провёл 35 матчей и забил 7 голов в первом дивизионе. В 2000 году перешёл в «Шинник», за который сыграл 48 матчей и забил 16 голов. После ухода из «Шинника» играл за клубы низших дивизионов России.
С 2016 года — тренер в ФК «Сатурн» (Раменское).
27 декабря 2021 года женский футбольный клуб «Рязань-ВДВ» сообщил о назначении Гаврилина на пост главного тренера команды. После сезона 2023 покинул «Рязань-ВДВ» и стал главным тренером женского «Ростова», в то время как бывший тренер «Ростова» Наталья Карасёва стала новым тренером «Рязани-ВДВ».

## Достижения
- Победитель Первого дивизиона: 1998, 2001